# Bloedbad aan de École Polytechnique op 6 december 1989

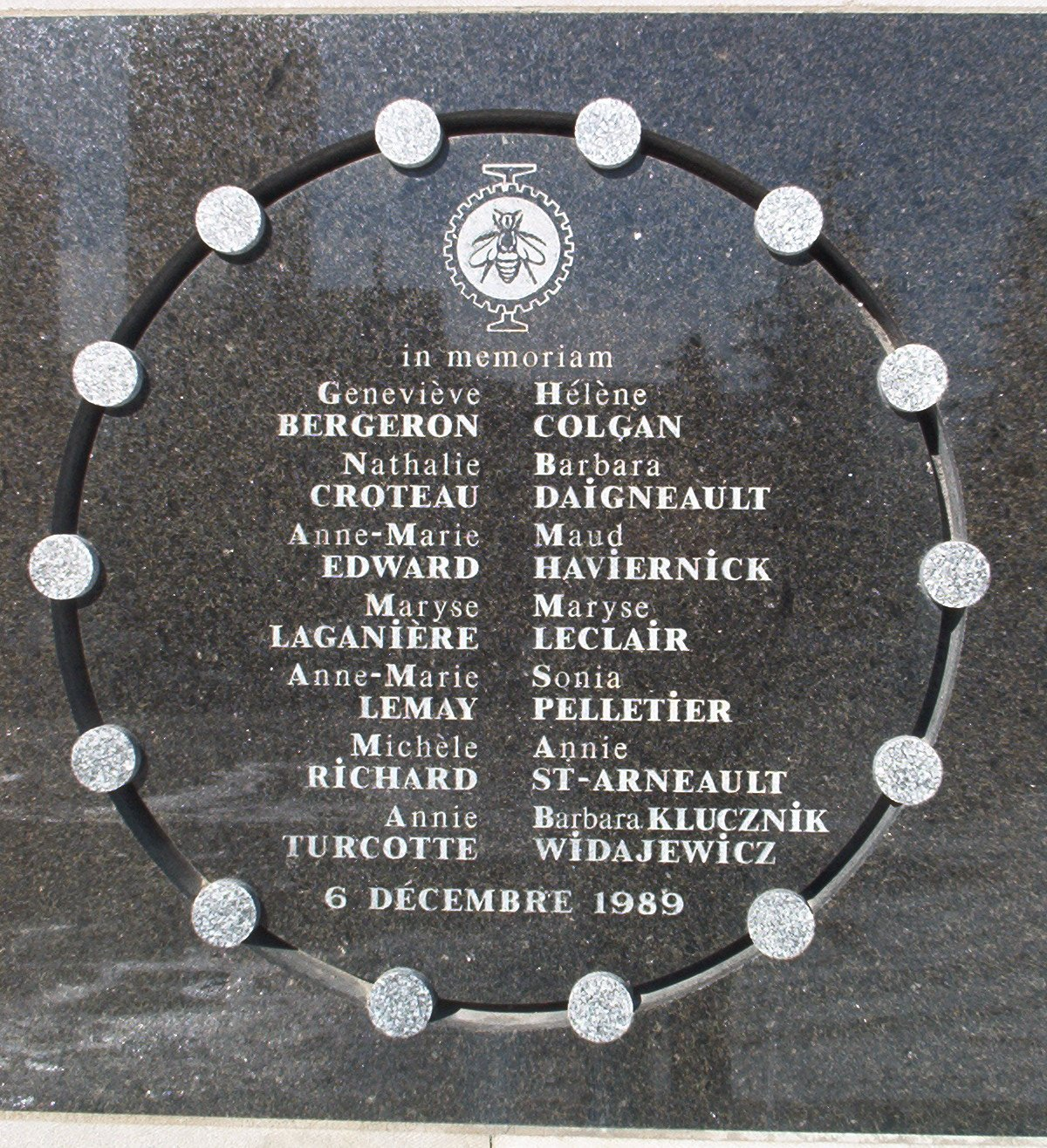
Gedenkteken voor de slachtoffers

Het École Polytechnique bloedbad vond plaats op 6 december 1989, toen Marc Lépine in Montréal, Canada, veertien jonge vrouwen neerschoot en vervolgens zelfmoord pleegde. Het was de dodelijkste schietpartij ooit in Canada tot 19 april 2020, toen het bloedbad in Nova Scotia meer slachtoffers eiste.

## De moorden
Lépine was een geestelijk instabiele man die als kind mishandeld werd door zijn vader. In zijn afscheidsbrief verklaarde hij dat hij het feminisme als de oorzaak van alle mislukkingen in zijn leven zag, inclusief zijn mislukte poging om toegelaten te worden tot de École Polytechnique.
Op 6 december 1989 betrad Lépine de École Polytechnique, een aan de Universiteit van Montréal gelieerde instelling. Hij ging een klaslokaal vol studenten binnen en scheidde de mannen en de vrouwen. De mannen werden vervolgens onder bedreiging van een vuurwapen gedwongen het lokaal te verlaten. Daarop schreeuwde Lépine dat hij feministen haatte en opende het vuur op de nog aanwezige vrouwelijke studenten. Hij vervolgde de schietpartij in andere delen van het gebouw en doodde uiteindelijk dertien studentes en één personeelslid, allen vrouwen. Na afloop schoot hij ook zichzelf dood.

## Nasleep
Het bloedbad schokte de provincie Québec en heel Canada. Het feit dat alle 14 slachtoffers vrouwen waren zorgde voor een opleving in het Canadese feminisme. In 1991 werd 6 december uitgeroepen tot een nationale herdenkingsdag van geweld tegen vrouwen. De moorden leidden ook tot een verscherping van de wapenwetgeving in Canada.